# Doppelvilla Borsbergstraße 2/4

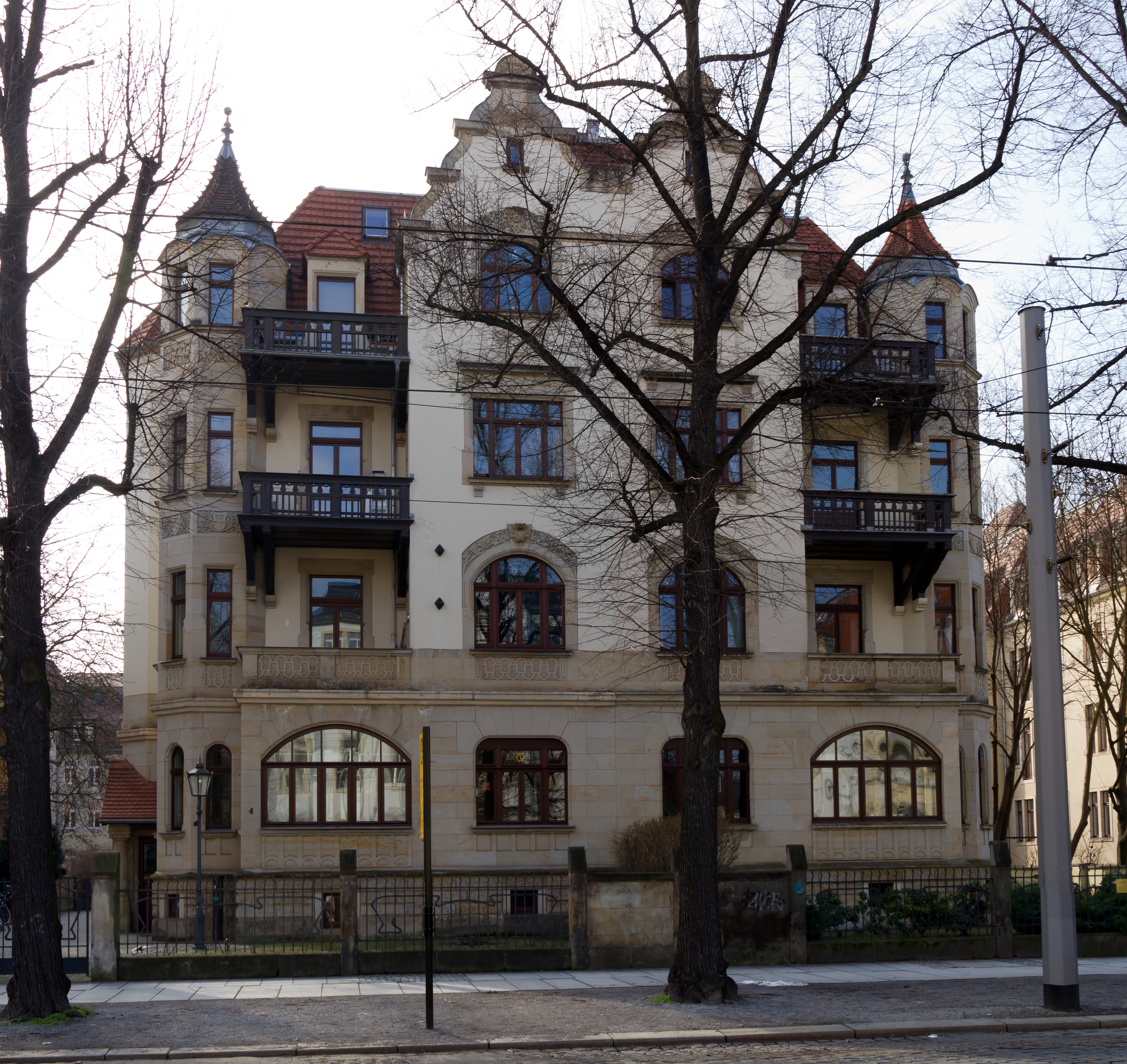
Doppelvilla an der Borsbergstraße, Nr. 2 (rechts) und Nr. 4 (links)

Die Doppelvilla Borsbergstraße 2/4 in Dresden ist ein im Jahre 1903 erbautes drei- bis viergeschossiges herrschaftliches Mehrfamilienhaus östlich des Fetscherplatzes.
Der denkmalgeschützte Gebäudekomplex besteht aus zwei Häusern an der Südseite der Borsbergstraße, die zueinander spiegelsymmetrisch angeordnet sind. Ein höherer Giebel wurde in der Mitte der beiden Häuser angebracht. An den Seiten befinden sich niedrigere Eckerker mit polygonalen Turmhelmen. Die schlichte Fassade ist ganz in Sandstein gearbeitet worden. Vegetabile Ornamentik im Jugendstil dient als Schmuck sowohl für die Fensterbekrönung als auch für die Spiegelfelder.
Die Denkmaleigenschaft wird vom Landesamt für Denkmalpflege Sachsen beschrieben: „Akzente durch Schweifgiebel, Ecktürme, Balkone und hervorgehobene Eingänge, verbindet späthistoristische (renaissancistische) Elemente mit Einflüssen des Jugendstils, charakteristischer Bau der Zeit nach 1900.“